# Понте (Долина Аосте)
Понте (итал. Pontey) је насеље у Италији у округу Долина Аосте, региону Долина Аосте.
Према процени из 2011. у насељу је живело 708 становника. Насеље се налази на надморској висини од 525 м.

## Становништво
Према резултатима пописа становништва 2011. у општини је живело 818 становника.
| 1931. | 1936. | 1951. | 1961. | 1971. | 1981. | 1991. | 2001. | 2011. |
| ----- | ----- | ----- | ----- | ----- | ----- | ----- | ----- | ----- |
| 520   | 446   | 493   | 475   | 498   | 479   | 588   | 708   | 818   |